# Ichthyosaura alpestris
Il tritone alpino (Ichthyosaura alpestris Laurenti, 1768), unica specie del genere Ichthyosaura Sonnini de Manoncourt and Latreille, 1801, è un anfibio caudato appartenente alla famiglia dei Salamandridi.

## Descrizione

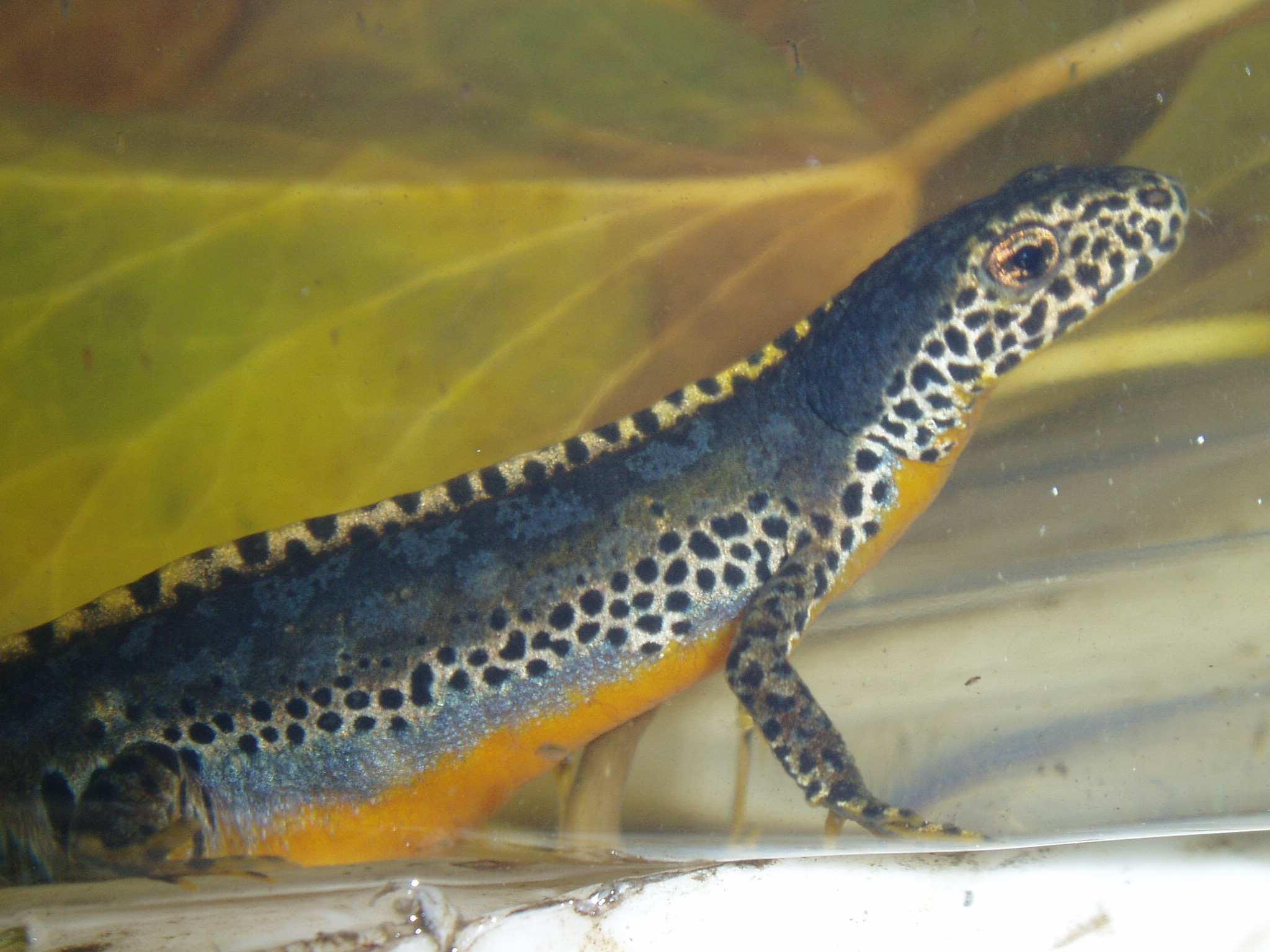
Maschio in fase acquatica.

Il tritone alpino è una specie di taglia media con capo appiattito, zampe brevi e coda compressa in senso laterale. La superficie della pelle è liscia in fase acquatica, mentre nella fase terrestre appare setosa e granulosa. Durante la stagione riproduttiva, il maschio presenta una bassa cresta vertebrale che passa senza soluzione di continuità in una cresta caudale. Le parti superiori del maschio vanno dal celeste al grigio-azzurrognolo, e a volte dal blu scuro al nerastro. 
I lati del capo e del corpo sono percorsi da una banda bianco-argentea con macchioline nere; più in basso si trova una brillante zona azzurra, confinante con il lato ventrale arancione. Anche la cresta dorsale è bianco-argentea con macchioline nere. Le parti superiori della femmina sono brunastre, grigie, verdastre o quasi nere, spesso con un'evidente marmorizzazione. Il lato ventrale di entrambi i sessi è uniformemente arancione o giallastro, senza macchie. In alcune popolazioni si possono anche osservare macchie sulla gola. La lunghezza è di 8-9 cm nei maschi e di 10-12 cm nelle femmine.

## Biologia
Il tritone alpino è una specie prevalentemente notturna, ma durante la stagione riproduttiva (in Europa centrale dalla fine di febbraio a giugno) si può anche incontrare di giorno. Durante i lunghi rituali di corteggiamento non è raro osservare più maschi in competizione per un'unica femmina: il maschio si dispone direttamente davanti alla sua compagna, mentre con la coda piegata verso un lato emette verso di essa sostanze odorose dalla sua cloaca. Quindi il maschio segue la femmina finché questa non gli segnala la sua disponibilità ad accoppiarsi toccando lievemente la regione caudale del maschio. Dopo la deposizione dello spermatoforo del maschio sul letto del ruscello, la femmina vi striscia sopra e preleva lo spermatoforo con la sua cloaca (fecondazione interna). 
In una stagione riproduttiva ciascuna femmina depone, nell'arco di diverse settimane, fino a 250 uova che per mezzo delle zampe posteriori attacca uno per uno su foglie di piante acquatiche o avvolte al loro interno (a scopi di protezione). A seconda della temperatura dell'acqua, lo sviluppo embrionale dura 2-3 settimane, quello delle larve altri 3 mesi. A partire da giugno/luglio, quindi, gli animali adulti passano alla vita terrestre, con l'esodo dei giovani tritoni nei mesi di settembre e ottobre. Non è raro, in questa specie, imbattersi in esemplari neotenici (pedomorfi), ossia individui in grado di riprodursi ma che conservano ancora caratteristiche larvali come le branchie. In particolare molte popolazioni che vivono nei freddi laghi di montagna dei Balcani meridionali sono caratterizzate da un'alta percentuale di individui neotenici.

## Distribuzione e habitat
Il tritone alpino è ampiamente diffuso sui rilievi montani e collinari di tutta l'Europa centrale. Il suo areale si estende dai Carpazi (Ucraina/Romania) fino al nord della Spagna e dalla Danimarca meridionale fino alla Grecia e all'Italia centrale (popolazioni isolate anche nel centro della Spagna e nell'Italia centro-meridionale). Vive in prevalenza ad altitudini comprese tra 500 e 2000 m, in alta montagna raggiunge poco più di 2500 m, mentre è rara in pianura. 
Predilige habitat umidi e freschi in prossimità dell'acqua, per esempio foreste miste di latifoglie o valli montane ricche di vegetazione, ma vive anche su campi coltivati. Durante la stagione riproduttiva si può trovare in stagni e specchi d'acqua di piccole dimensioni come pantani, fossi o perfino solchi di pneumatici riempiti d'acqua, in laghi di montagna e, più raramente, anche in corsi d'acqua a flusso lento. Nella parte meridionale del suo areale popola soprattutto laghi scarsamente vegetati, in habitat montani carsici. I tritoni alpini trascorrono spesso l'inverno assembrati in gran numero in grotte terrestri, più raramente in acqua; anche le larve possono a volte svernare nell'acqua.

## Tassonomia

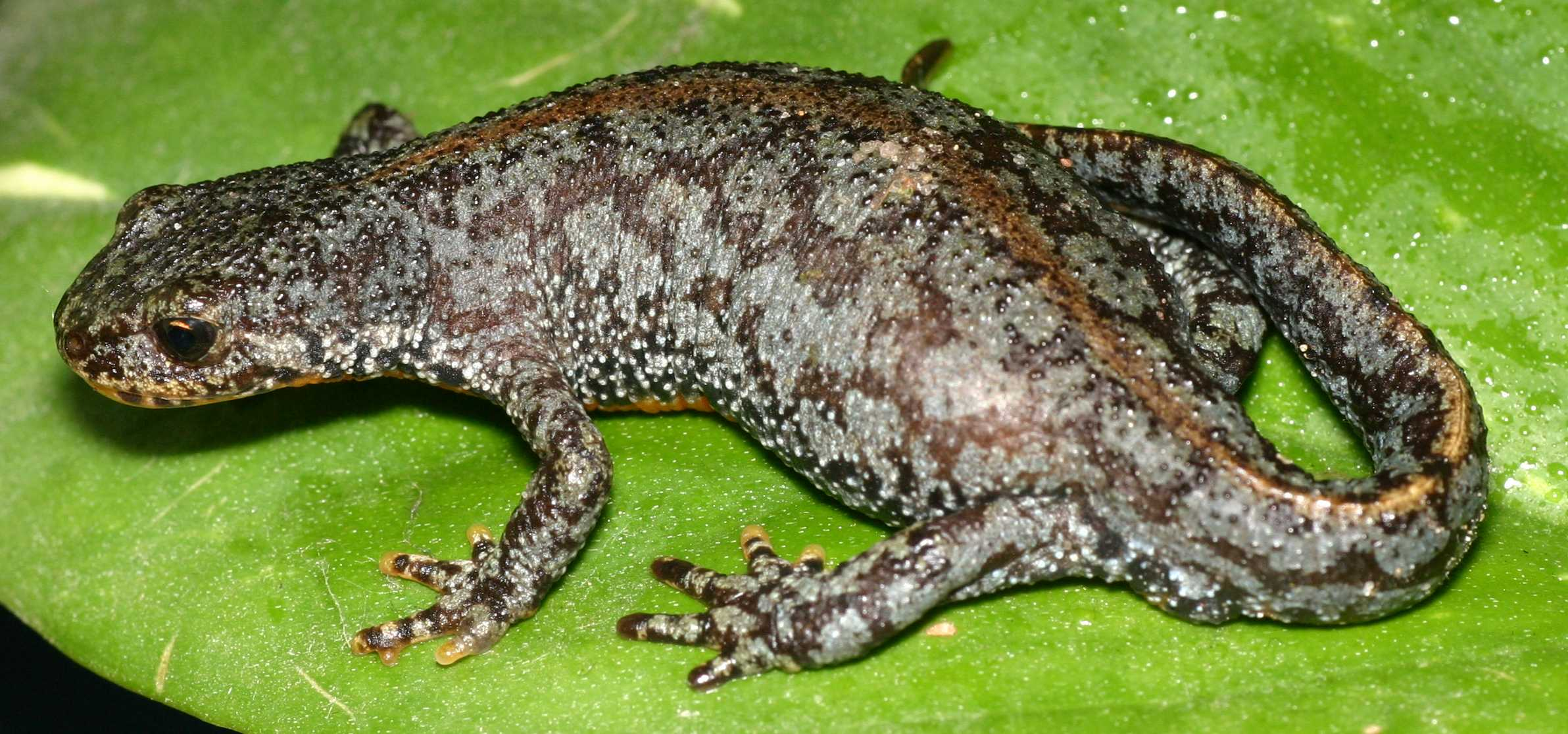
Esemplare di sesso femminile.

La suddivisione in sottospecie del tritone alpino non è ancora ben chiarita. In Europa occidentale, centrale e orientale vive la forma nominale I. a. alpestris, la più diffusa, mentre è limitata alla sola Spagna del nord I. a. cyreni. In Italia settentrionale e centrale si trova I. a. apuana, sottospecie che sembra comprendere anche la forma isolata, limitata ad alcuni laghi naturali in Calabria, I. a. inexpectata. La forma I. a. veluchiensis vive in Grecia centrale e nel Peloponneso settentrionale. Altre sottospecie, dalla tassonomia ancora dibattuta, sono state osservate nei Balcani e in Europa orientale: I. a. serdara, I. a. montenegrina, I. a. reiseri e I. a. carpathica.